# Körperturm
Körperturm ist ein Begriff aus der Algebra. Es handelt sich um mehrere ineinander verschachtelte Körpererweiterungen.

## Definition
Ein Körperturm der Höhe {\displaystyle n\in \mathbb {N} } ist eine Folge von Körpererweiterungen
{\displaystyle K_{0}\subset K_{1}\subset \ldots \subset K_{n}}.
Für jedes {\displaystyle j\in \{1,\ldots n\}} soll {\displaystyle K_{j-1}\subset K_{j}} eine Körpererweiterung sein. Trotz des verwendeten Inklusionssymbols ist das mehr als eine Teilmengenbeziehung, die Verknüpfungen des Körpers {\displaystyle K_{j-1}} sollen die Einschränkungen der Verknüpfungen des Körpers {\displaystyle K_{j}} sein. Auch bei unendlichen Folgen solcher Körpererweiterungen spricht man von Körpertürmen.

## Beispiele und Anwendungen
- {\displaystyle \mathbb {Q} \subset \mathbb {Q} ({\sqrt {2}})\subset \mathbb {Q} ({\sqrt {2}},{\sqrt {3}})\subset \mathbb {R} \subset \mathbb {C} } ist ein Körperturm.
- Jede Körpererweiterung {\displaystyle K\subset L} ist ein Körperturm der Höhe 1. Ist {\displaystyle M} ein Zwischenkörper, so ist {\displaystyle K\subset M\subset L} ein Körperturm der Höhe 2.
- Ist {\displaystyle K(X_{1},\ldots ,X_{n})} der Körper der rationalen Funktionen in {\displaystyle n} Unbestimmten, so ist

{\displaystyle K\subset K(X_{1})\subset K(X_{1},X_{2})\subset \ldots \subset K(X_{1},\ldots ,X_{n})}
ein Körperturm. Dieses Beispiel lässt sich zu einem unendlichen Körperturm fortsetzen.
- Eine Körpererweiterung {\displaystyle K\subset L} heißt eine Radikalerweiterung, wenn es einen Körperturm

{\displaystyle K=K_{0}\subset K_{1}\subset \ldots \subset K_{n}=L}
gibt, in dem jede Erweiterung {\displaystyle K_{j-1}\subset K_{j}} durch Adjunktion einer {\displaystyle m_{j}}-ten Wurzel entsteht, das heißt zu jedem {\displaystyle j\in \{1,\ldots n\}} gibt es eine natürliche Zahl {\displaystyle m_{j}} und ein Element {\displaystyle b_{j}\in K_{j}} mit {\displaystyle b_{j}^{m_{j}}\in K_{j-1}} und es ist {\displaystyle K_{j}=K_{j-1}(b_{j})}. Solche Radikalerweiterungen spielen eine wichtige Rolle in der Untersuchung der Frage, für welche Polynomgleichungen die Nullstellen durch Formeln aus Körperoperationen und Wurzelziehen in den Koeffizienten des Polynoms ausgedrückt werden können.
- Der Gradsatz verallgemeinert sich wie folgt auf Körpertürme:

Ist {\displaystyle K_{0}\subset K_{1}\subset \ldots \subset K_{n}} ein Körperturm aus endlichen Körpererweiterungen, so gilt für die Erweiterungsgrade:
{\displaystyle [K_{n}\colon K_{0}]=\prod _{j=1}^{n}[K_{j}\colon K_{j-1}]}.
- Gibt es einen Körperturm

{\displaystyle \mathbb {Q} =K_{0}\subset K_{1}\subset \ldots \subset K_{n}\subset \mathbb {C} },
und gilt {\displaystyle [K_{j}\colon K_{j-1}]=2} für alle {\displaystyle j\in \{1,\ldots n\}}, so sind alle Punkte der komplexen Ebene, die in einem der {\displaystyle K_{j}} liegen, mit Zirkel und Lineal konstruierbar. Die Elemente der Körper heißen konstruierbare Zahlen.